# Отступник (фильм, 1990)
«Отступник» (англ. Catchfire, также известен, как «Обратный след») — художественный фильм режиссёра Денниса Хоппера, выпущенный в 1990 году. Главные роли исполнили Джоди Фостер и сам Хоппер.

## Сюжет
Занимающаяся современным искусством художница Энн Бентон становится случайной свидетельницей бандитской разборки с участием мафиозного босса Лео Карелли. Теперь её крайне важно найти и для преступников, и для полиции, однако девушке удаётся скрыться и от тех, и от других. Однако Карелли нанимает для ликвидации девушки профессионального киллера Майло, который дотошно выясняет все детали, касающиеся Энн. Однако сам будучи не чужд искусств (убийца в свободное время развлекается игрой на саксофоне перед обоями с картинками из работ Босха), он, разглядывая фривольные фото девушки, начинает испытывать влечение к ней.
Энн прячется на границе с Мексикой, однако Майло и здесь находит её. Но когда Карелли, которого начинает смущать медлительность своего наёмника, присылает туда другого своего подручного, Майло убивает его и ночью приходит к Энн, которой обещает своё покровительство. Первоначально девушка считает себя пленницей и даже вынужденной наложницей Майло, однако затем она видит в своём неожиданном кавалере его положительные качества.
Однако бегство не может продолжаться бесконечно. Люди Карелли находят Энн и её спутника даже в уединённом месте в пустыне. Майло понимает, что пока босс мафии жив, им вечно придётся скрываться. Тогда он заманивает своих бывших работодателей на завод, где устраивает взрыв.

## Актёры
- Деннис Хоппер — Майло
- Джоди Фостер — Энн Бентон
- Джо Пеши — Лео Карелли (в титрах отсутствует)
- Фред Уорд — Полинг
- Дин Стоквелл — Джон Лупони
- Джон Туртурро — Пинелла
- Винсент Прайс — мистер Авока
- Тони Сирико — грек
- Джули Адамс — Марта
- Сай Ричардсон — капитан Уокер
- Фрэнк Джио — Френки
- Хелена Каллианиотис — Грейс Карелли
- Чарли Шин — Боб
- Боб Дилан — художник

## Дополнительная информация
- Помимо того, что фильм существует в версиях разной продолжительности, в том числе отличающих почти в два раза — от 98 минут до 180 минут, картина имеет и два разных названия: «Catchfire» и «Backtrack» (в России также известен под двумя названиями — «Отступник» и «Обратный след»).